# غايلورد غريفز
غايلورد غريفز هو سياسي أمريكي، ولد في 22 مايو 1804 في ريتشفيلد سبرينغز في الولايات المتحدة، وتوفي في 28 أغسطس 1889 في نورثوود في الولايات المتحدة. نشط حزبياً في Democratic Party of Wisconsin ‏. وقد انتخب عضو جمعية ولاية ويسكونسن ‏.